# Schutting

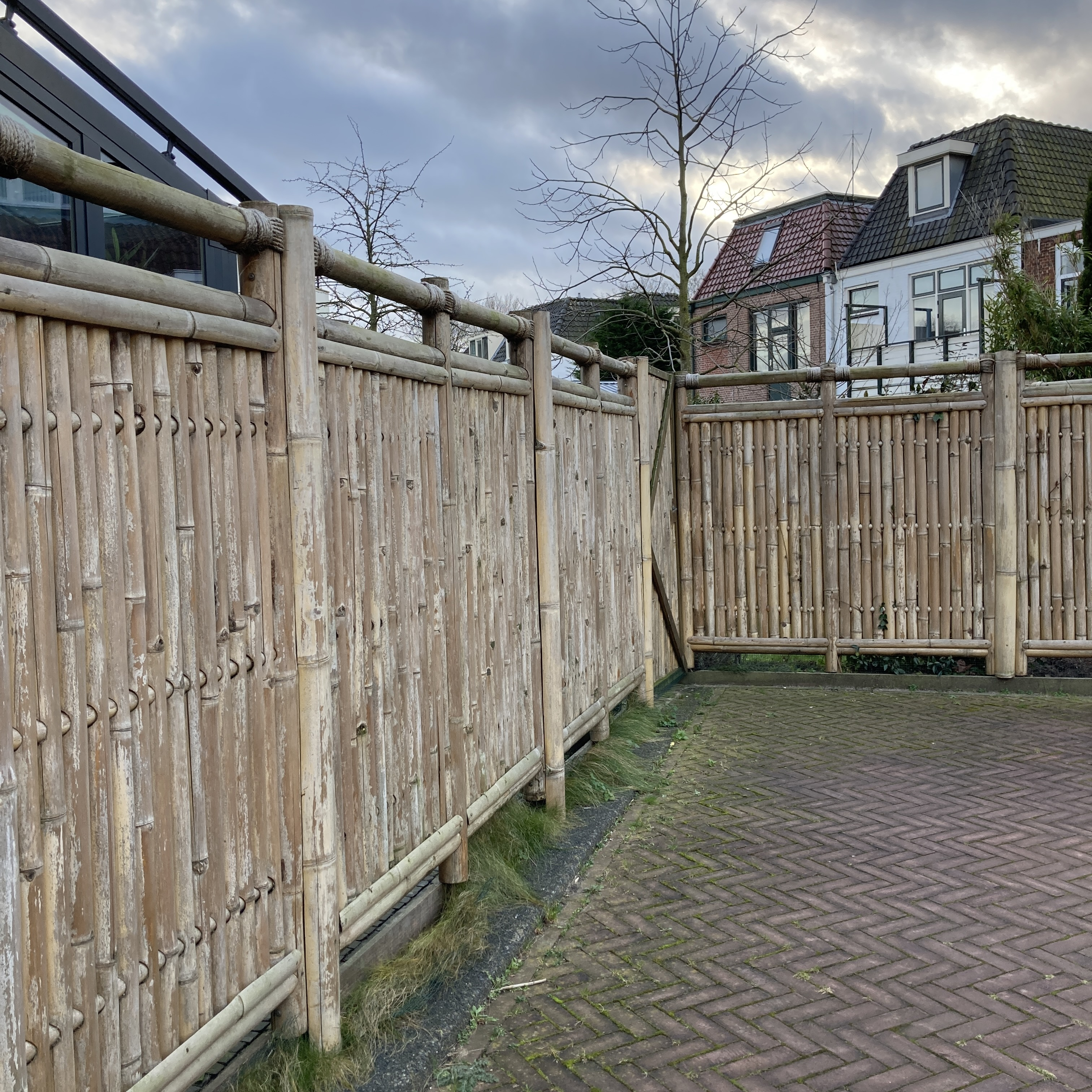
Schutting van bamboe

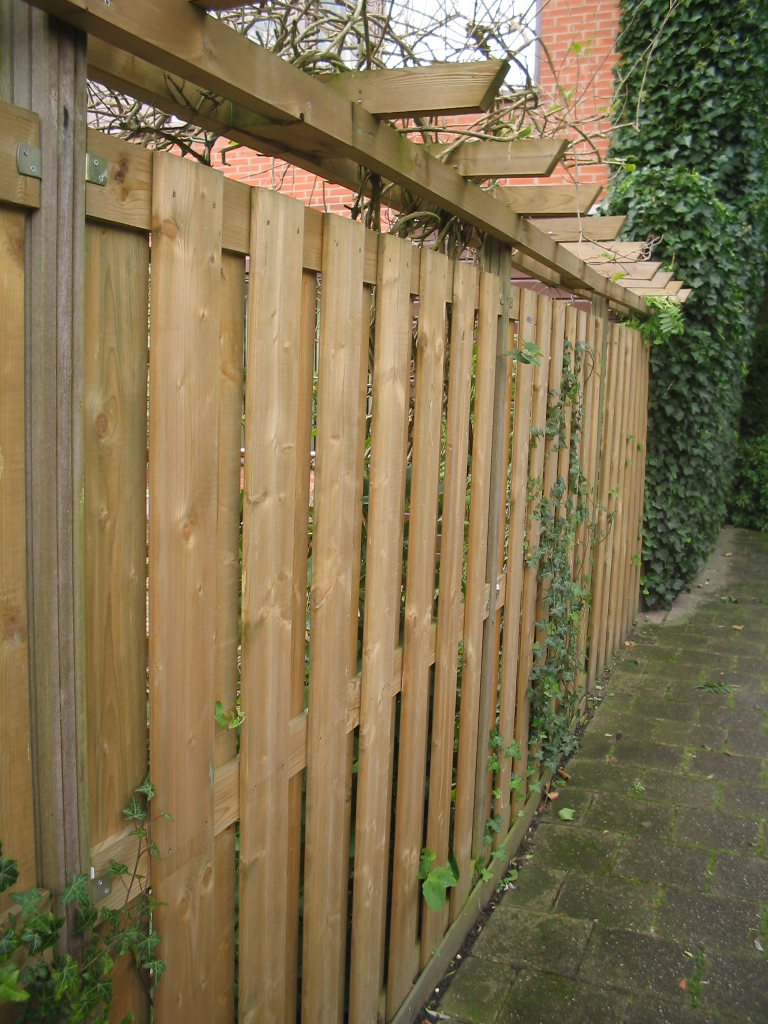
Schutting van hout

Een schutting is een erfafscheiding, meestal gemaakt van hout. In het algemeen onttrekt een schutting datgene wat erachter ligt aan het oog, iets wat nieuwsgierigheid wekt bij sommige voorbijgangers. Die kijken dan ook "over de schutting", of proberen door een gat iets op te vangen van wat zich aan de andere kant ervan afspeelt. Als de erfafscheiding doorzichtig is dan is er meestal sprake van een hek.
Schuttingen kunnen ook van andere materialen gemaakt worden: bijvoorbeeld rieten matten. In oude woonwijken tref je vaak schuttingen aan die gemaakt zijn van betonnen platen. Vaak laten tuinliefhebbers de schutting begroeien door klimplanten, zoals klimop of clematis.
Sinds 1 januari 2003 gelden in Nederland landelijke voorwaarden voor bouwvergunningsvrij (later: omgevingsvergunningsvrij) plaatsen van schuttingen. 

## Geluid
Soms wordt gedacht dat een schutting helpt tegen geluidshinder, maar dat gaat alleen op als de schutting volledig dicht is. Een houten of rieten schutting heeft over het algemeen zoveel kieren dat er vrijwel geen geluidsreductie wordt bereikt.
Tegen geluid van verkeer helpt een schutting in verhouding beter bij wegen of paden die direct langs het erf lopen dan tegen wegen op enige afstand. Om het geluid van een verderop gelegen weg af te schermen zou een schutting zeer hoog moeten worden. Alleen in de geluidsschaduw van de schutting is het geluid dan duidelijk minder. Deze geluidsschaduw is vrij kort. Dit komt doordat een deel van de geluidsstraling vanaf de top van de schutting toch schuin naar beneden in de tuin terechtkomt. Een betere oplossing voor geluidsreductie is een geluidsscherm dicht bij de bron.
Het blijkt wel dat de gevoelsmatige hinder door verkeersgeluid afneemt, als de verkeersdrukte aan het zicht onttrokken wordt. 

## Schuttingtaal
Sommige mensen schrijven woorden en kreten, zoals graffiti, op schuttingen. Soms schrijft men ook obsceniteiten, vandaar de term schuttingtaal.